# علی نظرزاده
علی نظرزاده بازیکن سابق و مربی فوتبال اهل ایران است.
نظرزاده مدتی است به عنوان سرمربی در باشگاه فوتبال روشن کولاب تاجیکستان در لیگ عالی تاجیکستان فعالیت می‌کند.
وی سابقهٔ حضور در کادر فنی تیم‌های تراکتورسازی، گسترش فولاد، شهرداری تبریز، پدیده مشهد، سیاه جامگان را دارد.